# Башилов, Пётр Петрович
Пётр Петро́вич Баши́лов (16 марта 1857, Царское Село, Санкт-Петербургская губерния — 12 сентября 1919, Иркутск) — государственный деятель Российской империи, эстляндский, новгородский и уфимский губернатор, тайный советник.

## Биография
Православный. Из дворян Московской губернии. Сын генерала от артиллерии Петра Александровича Башилова. Внук сенатора А. А. Башилова.
К 4 годам научился читать, а к тринадцати прочитал всю обширную библиотеку своих родителей на русском, французском и английском языках.
По окончании Императорского училища правоведения в 1878 году, зачислился кандидатом на судебные должности при прокуроре Санкт-Петербургской судебной палаты. Воинскую повинность отбывал вольноопределяющимся в 30-й артиллерийской бригаде, входившей в состав 4-го армейского корпуса и находившейся в Сан-Стефано. Затем перешёл в 4-ю батарею лейб-гвардии 1-й артиллерийской бригады. По возвращении на гражданскую службу некоторое время работал в камере прокурора Петербургской судебной палаты и вскоре прикомандировался к I уголовному отделению департамента Министерства юстиции, где служил до 1890 года, когда был назначен товарищем прокурора Радомского окружного суда. Год спустя был перемещен на ту же должность в Рязанский окружной суд. В 1894 году был переведён в Петербург и назначен товарищем прокурора Санкт-Петербургского окружного суда. Выступал обвинителем по многим громким процессам.
В 1896 году перешёл на службу по ведомству Министерства финансов с назначением управляющим Эстляндской казённой палатой. В 1904 году был переведён на ту же должность в Курляндскую губернию и произведён в действительные статские советники. В декабре 1905 года только что вступивший в должность временного Прибалтийского генерал-губернатора генерал-лейтенант Соллогуб вызвал Башилова в Ригу и предложил организовать ему канцелярию. После организации канцелярии Петр Петрович 21 января 1906 года назначен был губернатором в Эстляндию, по которой распространились революционные беспорядки. Вступив в должность, ликвидировал остатки революции при энергичном содействии временного генерал-губернатора Е. С. Саранчова. Умиротворение губернии начал с объезда тех мест, где революционно-аграрные волнения проявились особенно резко. По приезде в волость обращался к народу с речью, разоблачающей агитаторов и революционную пропаганду. Затем подробно ревизовал делопроизводство волостного правления, принимал жалобы и прошения. Таким образом побывал в 109 из 132 волостей губернии. Ходатайствовал об учреждении в губернии землеустроительных комиссий для справедливой нормировки земельных отношений, однако ходатайство это не имело успеха из-за сопротивления местных землевладельцев. Когда в 1907 году Башилов был переведен губернатором в Новгород, эстонское население преподнесло ему на прощание художественно исполненный адрес.
В 1907—1911 годах Новгородский губернатор. Известно, что в 1910 году, исполняя обязанности губернатора Пётр Петрович Башилов утвердил устав благотворительной организации Вольское общество пособия бедным.
В 1911—1917 годах Уфимский губернатор; 6 декабря 1913 года произведён в тайные советники. После Февральской революции уволен от службы.
Во время Гражданской войны участвовал в Белом движении в Сибири. 16 сентября 1918 года назначен был директором департамента общих дел МВД Временного Сибирского правительства. С 8 октября временно исполнял обязанности товарища министра внутренних дел. 28 декабря назначен помощником Главного начальника Самаро-Уфимского края генерал-майора Е. К. Вишневского, однако уже 17 января 1919 года возвращён на должность директора департамента общих дел МВД в правительстве адмирала Колчака. 11 июля 1919 года назначен чиновником особых поручений IV класса при министре внутренних дел. Умер 12 сентября 1919 года во время проведения инспекции.
В свободное от службы время много путешествовал за границей, занимался переводами. Перевел с испанского несколько исторических романов, с французского — ряд исторических новелл, изданных в виде сборника «День женщины в разные исторические эпохи» (Новгород, 1908).

## Награды
- Орден Святого Станислава 2-й степени (1896 год)
- Орден Святой Анны 2-й степени (1900 год)
- Орден Святого Владимира 3-й степени (1905 год)
- Орден Святого Станислава 1-й степени (1908 год)